# Salsa verde
La salsa verde es una familia de salsas a base de vinagre y hierbas vegetales verdes presente en varias gastronomías del mundo, pero puede decirse que hay dos vertientes: una europea, en la que la salsa se elabora con diferentes hierbas aromáticas y combinada con aceite de oliva. Suele acompañar a carnes y pescados; de esta forma en Italia se conoce como Salsa verde, en Francia como Sauce verte y en Alemania Grüne Soße(salsa verde). Es un clásico de la cocina vasca. La otra vertiente es la americana, centrada en el estilo de cocina argentina con el chimichurri y la cocina mexicana (más picante), que se emplea como acompañamiento de carnes a la parrilla o de diferentes platos regionales tales como los antojitos y las quesadillas.

## Gastronomías

### Gastronomía de España

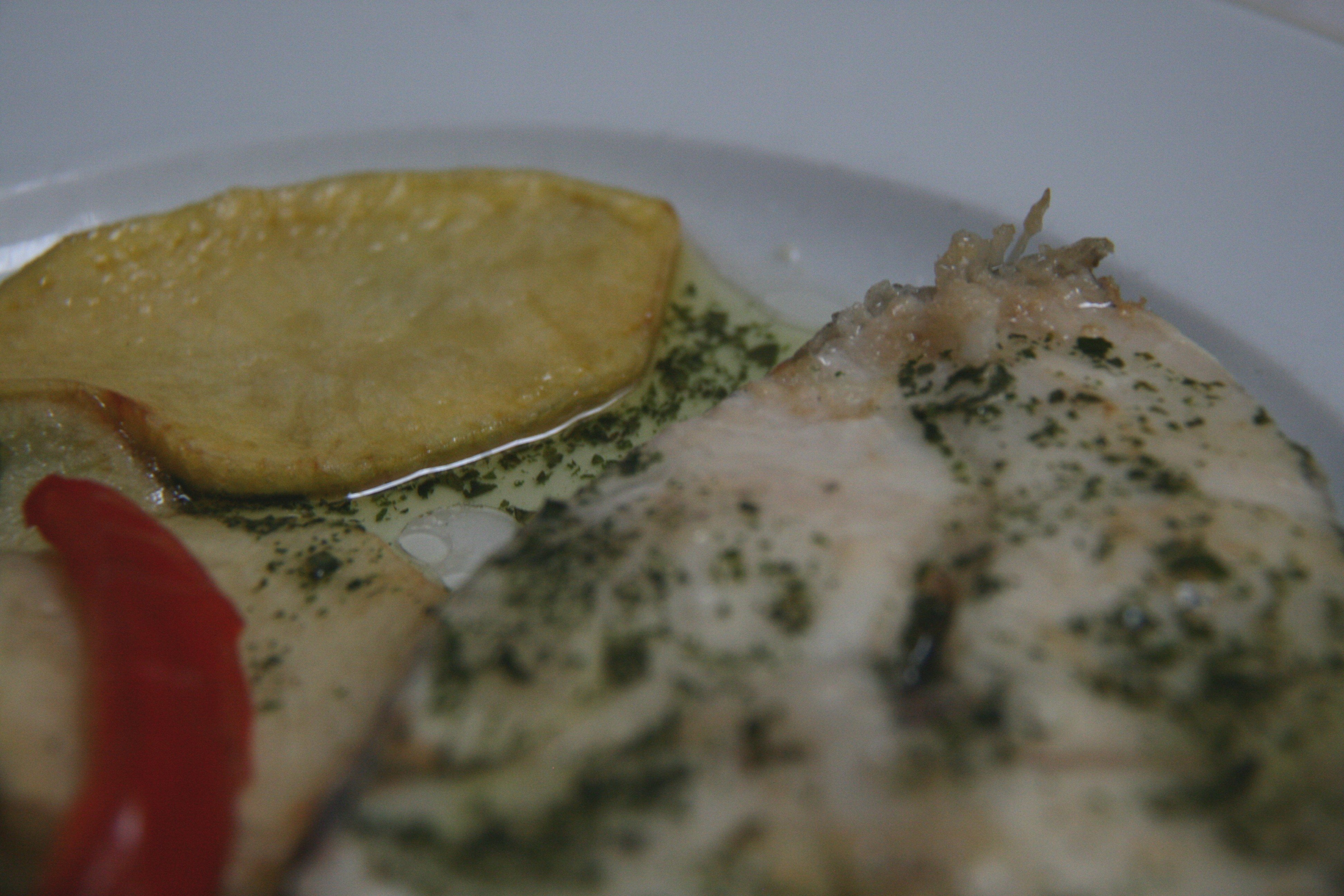
Merluza en salsa verde.

Salsa compuesta de un sofrito a base de ajos en el que se introduce la pieza enharinada (habitualmente pescado) a la que se le añade vino blanco y un fumet de pescado. Esta salsa, al reducir tomará el color verde al añadirle perejil fresco. 
Es muy frecuente en pescados cocidos, siendo el más popular de todos la merluza (merluza en 'salsa verde'). Se suele emplear un 'verde vegetal' que puede emplear espinacas, berros, estragón, etc. Existe otra variedad, también denominada salsa verde, a una salsa holandesa a la que se le añade un ingrediente verde como pude ser perejil.

### Gastronomía de Argentina
El chimichurri es una salsa verde argentina de consistencia líquida, muy condimentada y cuyos ingredientes fundamentales son perejil, orégano, ajo, vinagre, aceite, ají molido y un poco de sal.  Generalmente es una salsa picante que se utiliza para acompañar las carnes asadas, los choripanes o para marinar en pescados y aves; también se usa como aderezo para ensaladas. Esta salsa tiene la cualidad de realzar el sabor de la carne y se considera que ha contribuido a la fama internacional del asado Argentino.

### Gastronomía de México

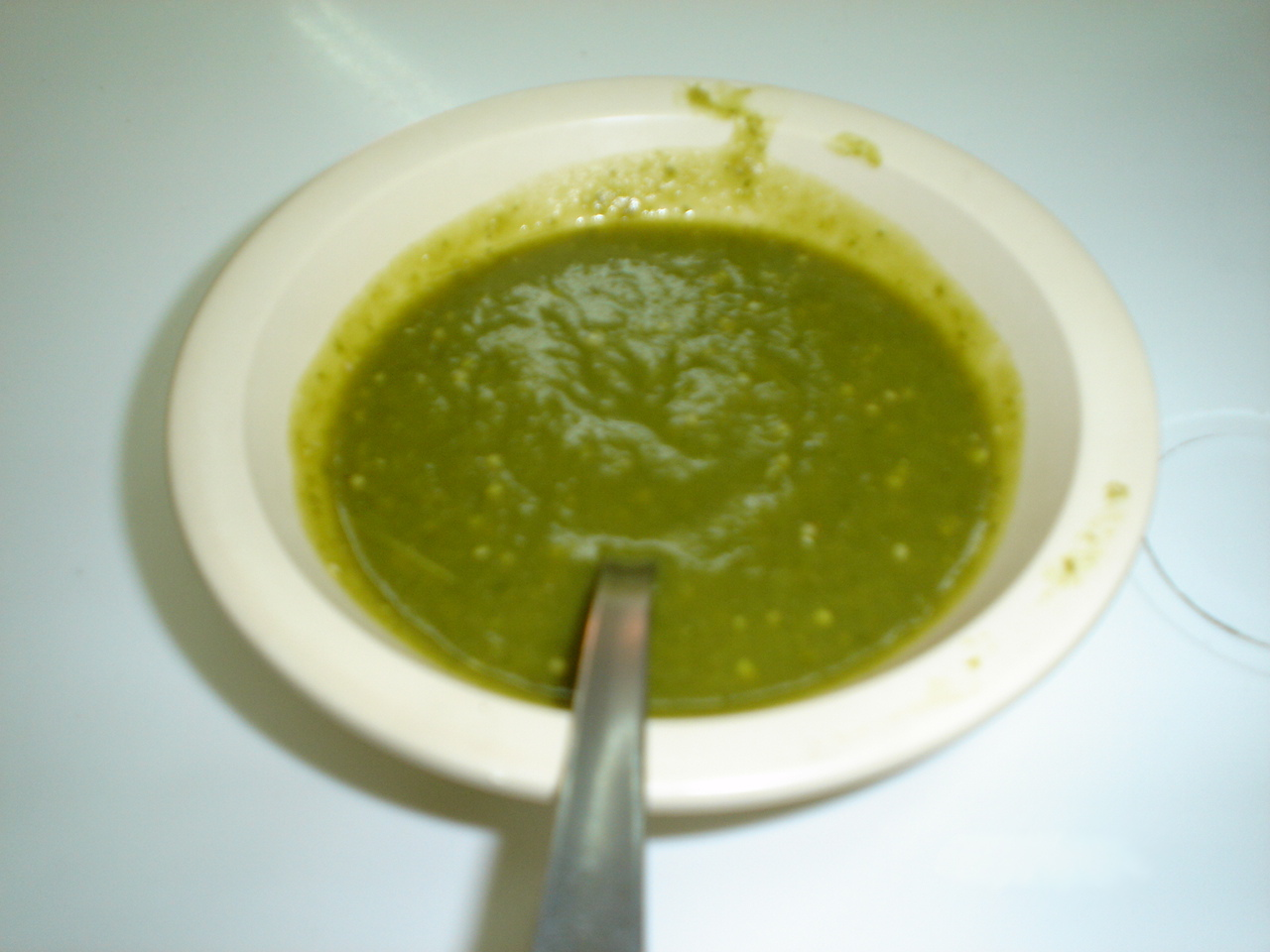
Salsa verde mexicana, de tomate verde y chile.

Esta salsa es clásica en la comida mexicana. Está hecha de tomate verde molido con cebolla, ajo, cilantro, chile jalapeño o serrano, sal y pimienta al gusto. Se pueden poner a asar estos ingredientes y molerlos en molcajete, o bien, molerlos en licuadora, cocinar y sazonar la salsa. Se usa para preparar alimentos tradicionales mexicanos, como enchiladas, chilaquiles o chicharrón en salsa verde. O bien, más picante para acompañar antojitos como tacos, quesadillas, etc.

### Salsa verde de Fráncfort

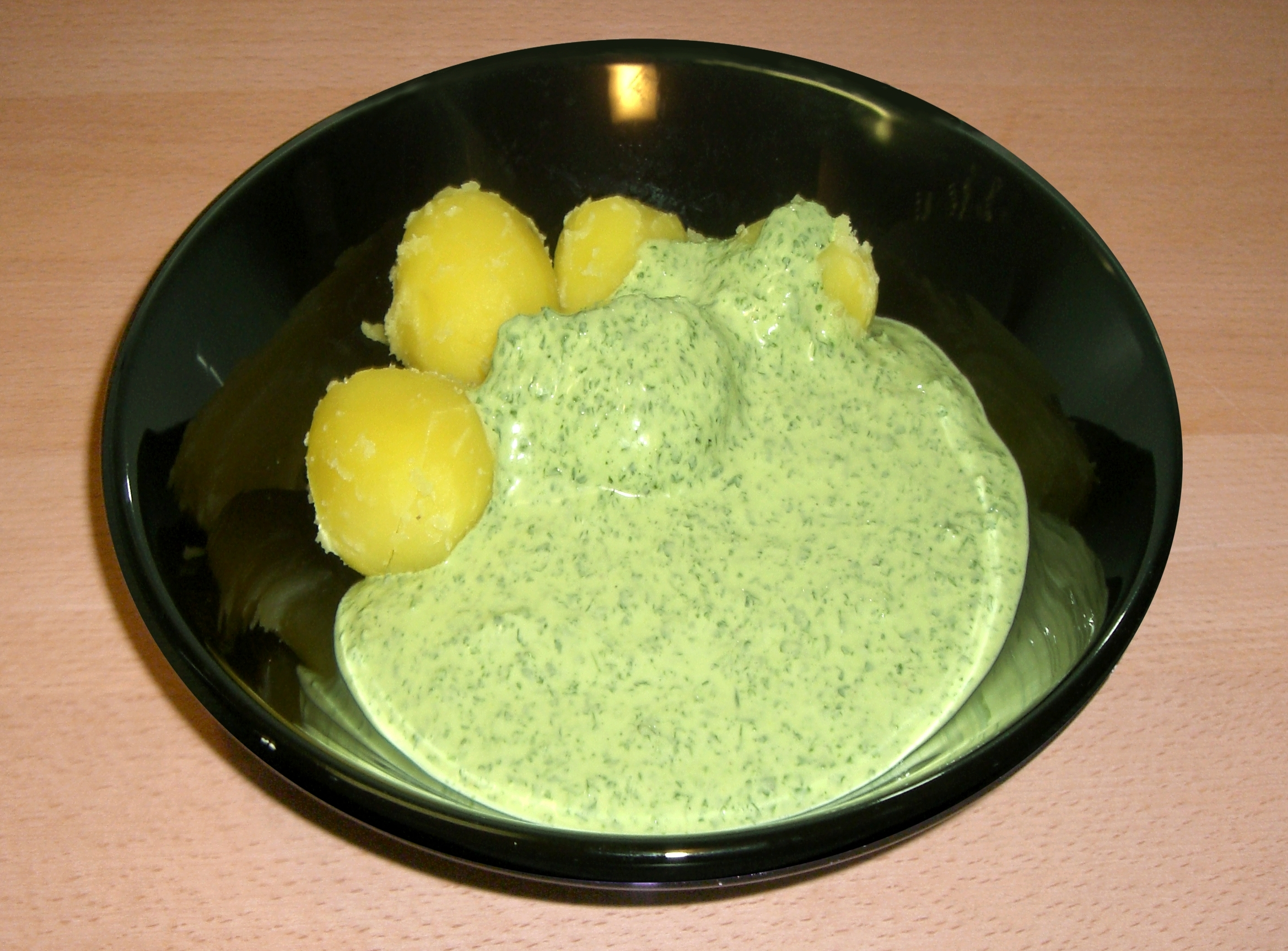
Salsa verde de Fráncfort

En la ciudad de Fráncfort la salsa verde es muy popular (se denomina coloquialmente como: Grie Soß) y se elabora tradicionalmente con siete hierbas diferentes: borraja, perifollo, berro, perejil, pimpinela, acedera y cebollino. A menudo se añade levístico, enebro y melisa, y pocas veces espinacas. Algunas variantes de la salsa incluyen agregado de hojas de margaritas, diente de león o plantago. Para preparar la salsa se pican las hierbas muy finamente y posteriormente se mezclan con nata y se le añade algo de vinagre y un poco de sal y pimienta negra. Dependiendo de la receta puede añadirse para aglutinar la salsa ingredientes tales como buttermilch, queso quark. 
Tradicionalmente esta salsa tradicional de hierbas se preparaba mediante la colaboración de los agricultores de las inmediaciones de la ciudad Fráncfort, la mezcla apropiada se suele vender en bolsas blancas de papel en los mercados. Este trabajo he acabado con un club de protección de la salsa verde ("Verein zum Schutz der Frankfurter Grünen Soße") encargado de solicitar a la Unión Europea la protección de la receta original mediante una denominación de origen. De esta forma se garantiza la composición de las siete hierbas mencionadas, sin la inclusión del eneldo.
Usualmente se ofrece la salsa verde en un plato con patatas y huevos duros cocidos (Frankfurter Grüne Soße mit Kartoffeln und Eiern). Igual de común y muy típico es también el vino de manzana (Apfelwein/Ebbelwoi) así como el Handkäs mit Musik und Brot queso en vinagre que se sirve con cebolla picada, hay veces tal vez con comino, pan y mantequilla.

### Gastronomía de Francia
La salsa verde francesa Sauce verte es una especie de Mahonesa elaborada con hierbas finamente cortadas y se elabora eventualmente con siete hierbas mezcladas como el perejil, el estragón, perifollo, berro, pimpinela y cebollino. Contiene en esta variedad también ajo.

### Gastronomía de Italia
En la cocina italiana existe una salsa denominada verde y elaborada con una mezcla de hierbas aromáticas. Existe, no obstante, una denominación en italiano: Salsa verde en el norte de Italia, ejemplos de este tipo de elaboraciones en el Bollito misto, muy similar a la salsa de Fráncfort con huevo y mostaza junto con otras combinaciones de hierbas como albahaca y mejorana.

### Gastronomía de Chile
La salsa verde chilena es una especie de acompañamiento para los mariscos. Los ingredientes de la salsa son ají cristal, dientes de ajo, sal, aceite de oliva, cilantro o perejil, jugo de limón, Se puede moler en una jugera o un mortero de piedra. Cabe destacar que en este país también se le denomina salsa verde a un picadillo de cebollas con cilantro y perejil que se sirve como aderezo para los sándwiches tales como el de potito y algunos completos.